# Sammlung Christoph Müller (Niederländer)
Die Sammlung Christoph Müller (Niederländer) ist eine Schenkung  des Kunstsammlers Christoph Müller an das Staatliche Museum Schwerin.

## Die Sammlung
Der Sammler Christoph Müller war seit mehreren Jahren entschlossen, seine Sammlung von 155 niederländischen Gemälden des 16. bis 18. Jahrhunderts dem Staatlichen Museum Schwerin zu schenken.
Dies ist die wohl größte Schenkung von Altmeistergemälden, die ein deutsches Museum nach dem Zweiten Weltkrieg erhalten hat. Der Schwerpunkt der Sammlung liegt nicht bei den bekanntesten Namen. Sie ist vielmehr auf die Vielfalt der niederländischen Malerei, die Fülle der Meister, Stile und Epochen ausgerichtet. Besondere Stärken der umfangreichen Sammlung liegen in den Bereichen Landschaft, Genre, Marinemalerei und Stillleben. Aber auch Porträts, religiöse Historienmalerei und Architekturdarstellungen sind vertreten.
Die Schenkung Christoph Müller ist eine Ergänzung und Bereicherung der Sammlung des Staatlichen Museums Schwerin mit seinen rund 600 niederländischen Gemälden. Das Schweriner Museum verfügt dadurch über einen der umfangreichsten Niederländer-Bestände in Deutschland und gehört somit zu den wichtigsten Referenzsammlungen für die Malerei dieser Epoche. Die Werke wurden in der Ausstellung Kosmos der Niederländer – Schenkung Christoph Müller (11. Oktober 2013 bis 16. Februar 2014) gezeigt. Sie fand mit Unterstützung der Botschaft des Königreichs der Niederlande und der Flämischen Repräsentanz (Belgischen Botschaft) statt.
Eine weitere Schenkung Christoph Müllers an das Staatlichen Museum Schwerin war 2016 die Sammlung von 375 Werken dänischer Kunst aus dem 19. und 20. Jahrhundert, die nun dem Pommerschen Landesmuseum in Greifswald  als Dauerleihgabe zur Verfügung stehen. Bereits 2007 schenkte er 240 Zeichnungen holländischer und flämischer Meister des 17. und 18. Jahrhunderts sowie 130 grafische Blätter und Grafikserien des 16. und 17. Jahrhunderts dem Kupferstichkabinett Berlin.

## Einige Gemälde aus der Sammlung

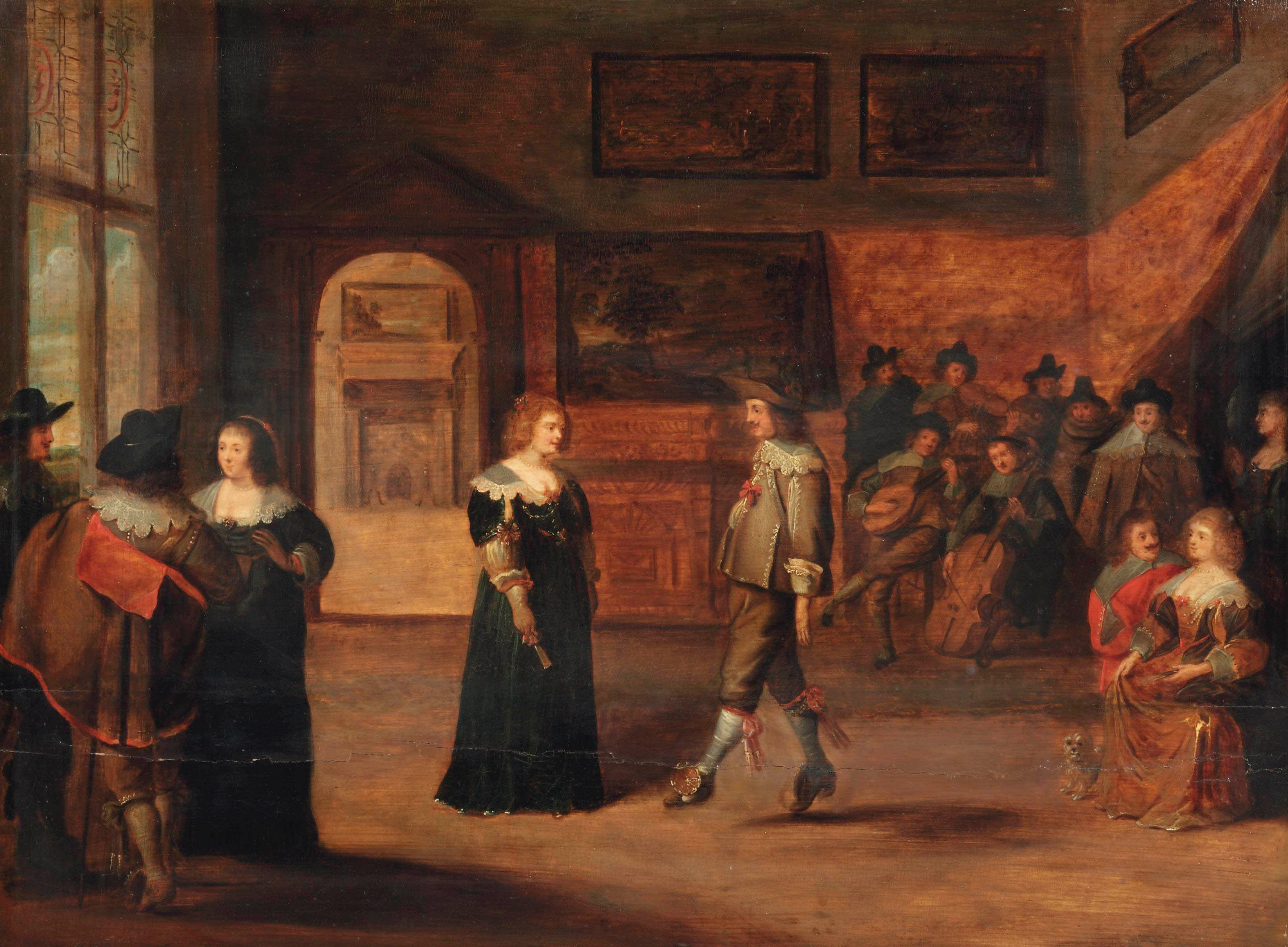
Christoffel Jacobsz van der Laemen (1606–1651/52): Interieur mit vornehmer Gesellschaft und tanzendem Paar
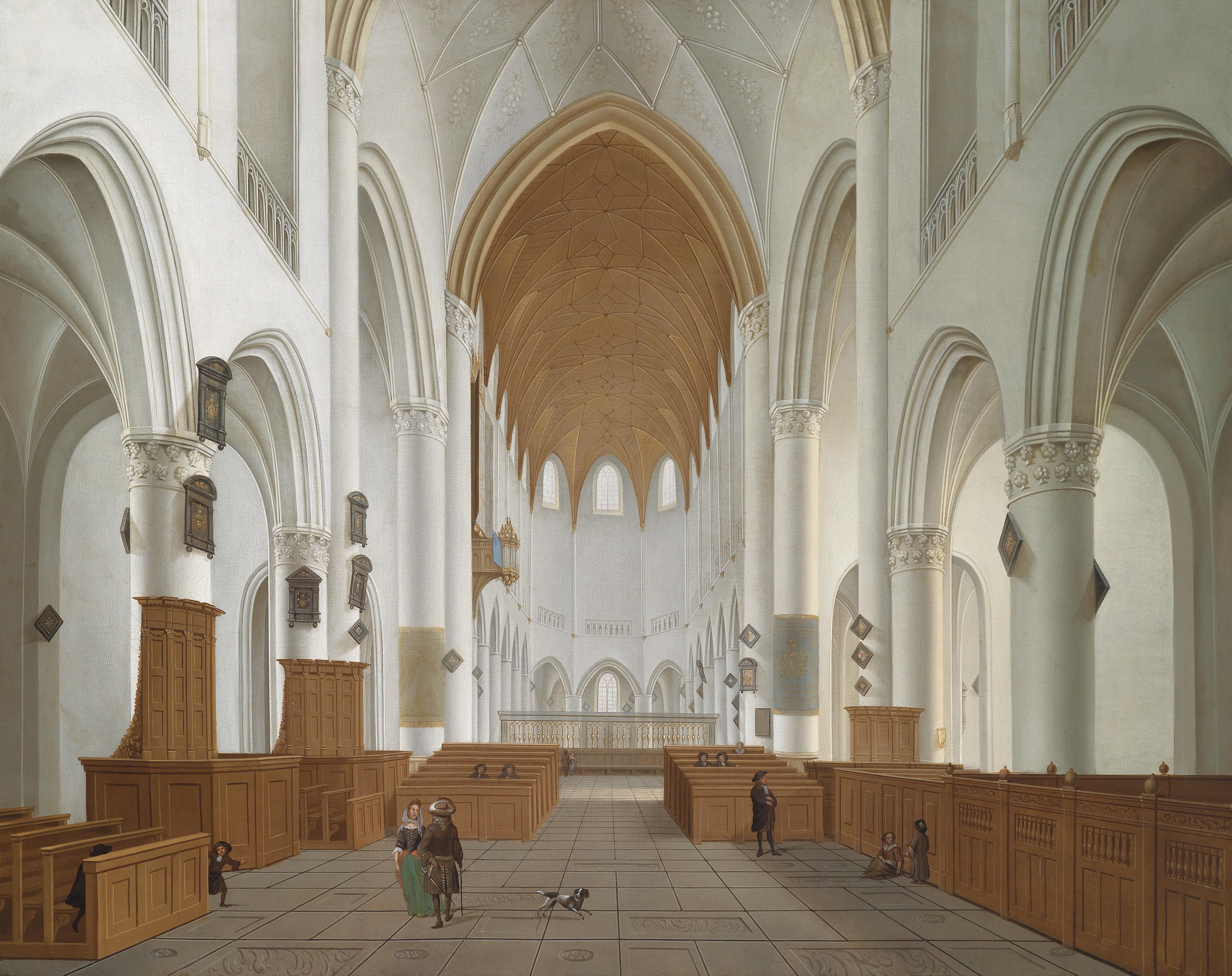
Isaak van Nickelen: Interieur der St.-Bavo-Kirche in Haarlem
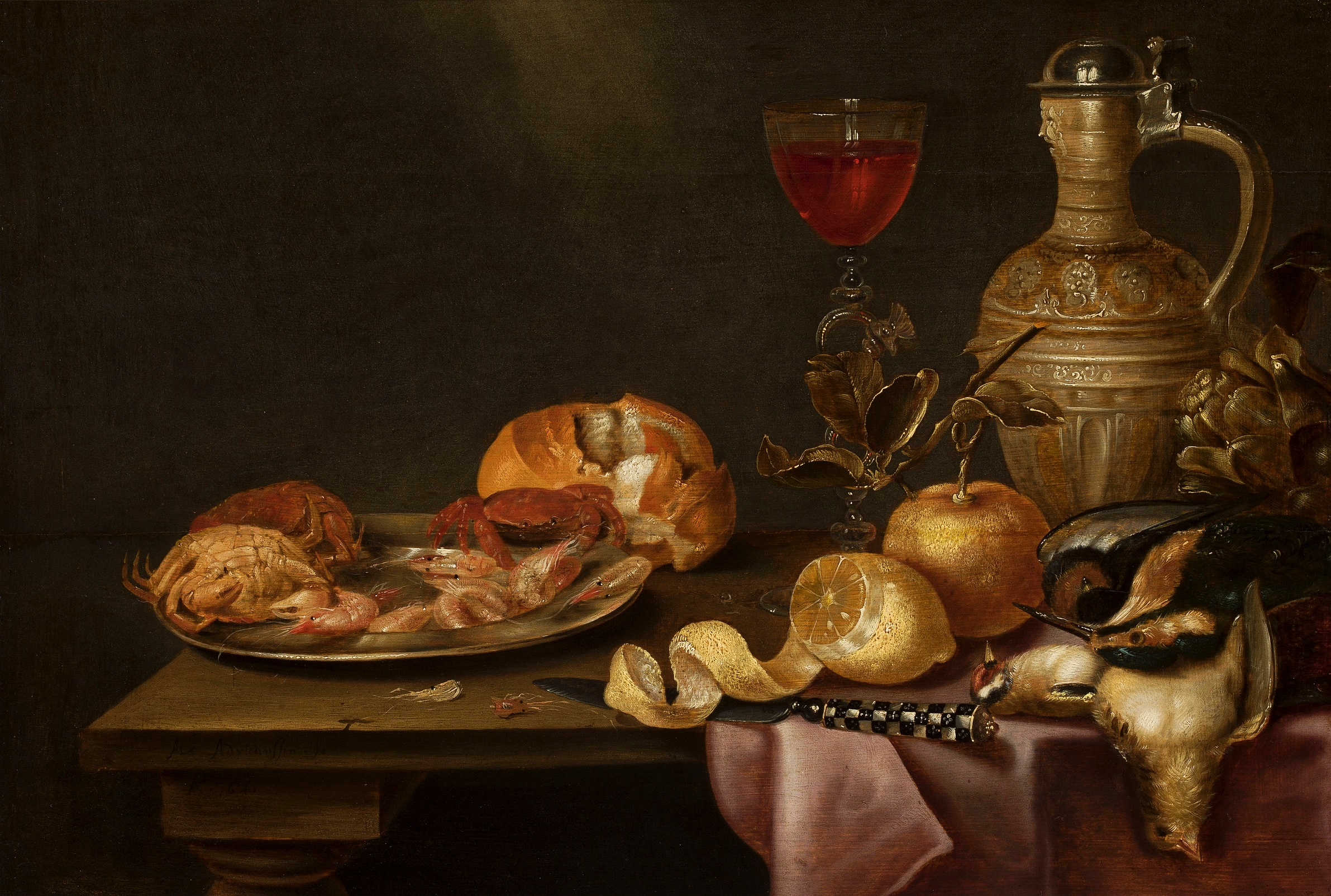
Andreas Adriaenssen (1587–1661): Stillleben mit Krabben, toten Vögeln und Venezianischem Glas
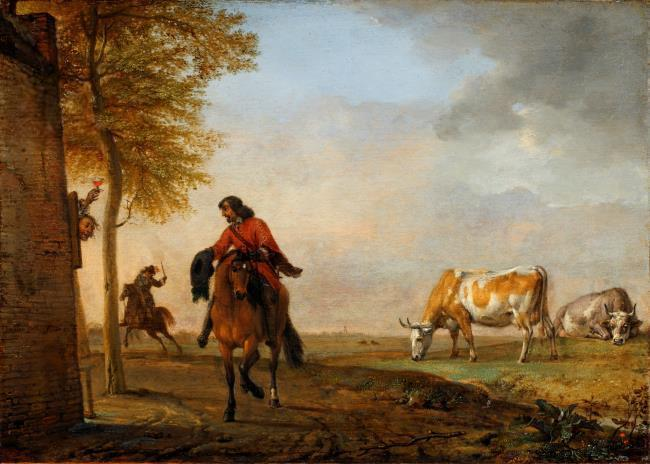
Paulus Pietersz Potter (1625–1654): Reiter bei einem Wirtshaus und zwei Kühe auf der Weide
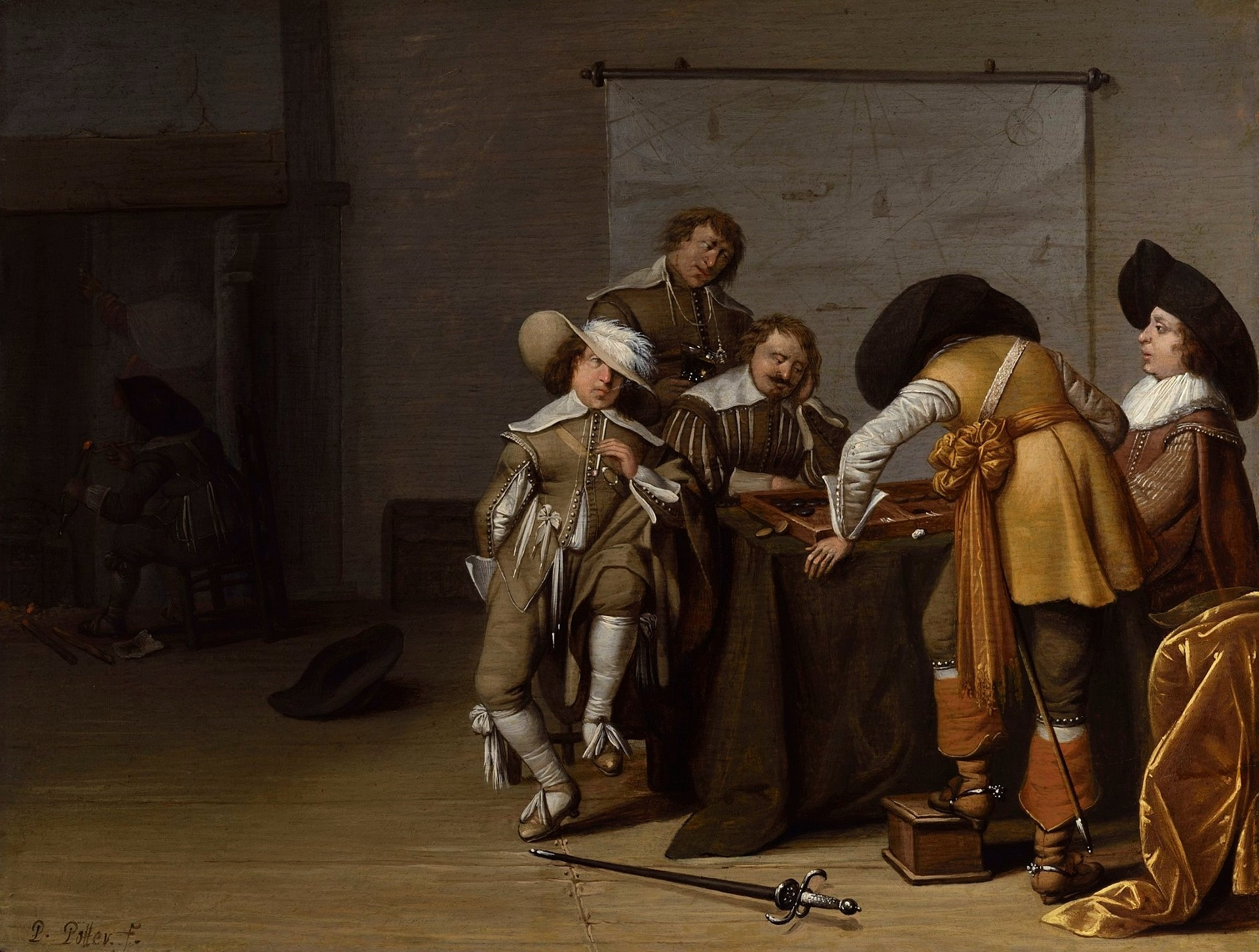
Pieter Symoosz Potter: Offiziere beim Tricktrack-Spiel
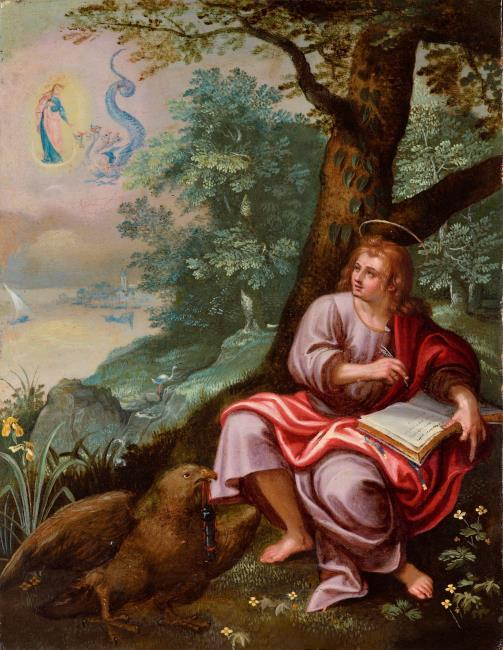
Jasper von der Lanen (um 1585 – nach 1624): Johannes auf Patmos